# George Philbrook
George Warren Philbrook (Sierraville, Kalifornia, 1884. október 10. – Vancouver, Washington, 1964. március 25.) amerikai amerikaifutball-játékos és -edző, atléta, atlétikaedző és atlétikai igazgató. Az 1912. évi nyári olimpiai játékokon súlylökésben ötödik, diszkoszvetésben hetedik lett, tízpróbán pedig kiesett. 1909-ben a Notre Dame Fighting Irish amerikaifutball-játékosa volt, szobatársa Knute Rockne volt.
79 évesen hunyt el otthonában.

## Eredményei vezetőedzőként
| Év                                                                       | Eredmény                                                                 | Eredmény                                                                 | Helyezés                                                                 |                                                                          |
| Év                                                                       | Összesített                                                              | Konferencia                                                              | Helyezés                                                                 |                                                                          |
| Whittier Poets (Southern California Intercollegiate Athletic Conference) | Whittier Poets (Southern California Intercollegiate Athletic Conference) | Whittier Poets (Southern California Intercollegiate Athletic Conference) | Whittier Poets (Southern California Intercollegiate Athletic Conference) | Whittier Poets (Southern California Intercollegiate Athletic Conference) |
| ------------------------------------------------------------------------ | ------------------------------------------------------------------------ | ------------------------------------------------------------------------ | ------------------------------------------------------------------------ | ------------------------------------------------------------------------ |
| 1927                                                                     | 6–2–1                                                                    | 4–2–1                                                                    | 3.                                                                       |                                                                          |
| 1928                                                                     | 3–4–1                                                                    | 2–3–1                                                                    | 4.                                                                       |                                                                          |
| Eredmény:                                                                | 9–6–2                                                                    | 5–7–2                                                                    | –                                                                        |                                                                          |
| Nevada Wolf Pack (Far Western Conference)                                |                                                                          |                                                                          |                                                                          |                                                                          |
| 1929                                                                     | 2–5–1                                                                    | 2–1                                                                      | 2.                                                                       |                                                                          |
| 1930                                                                     | 2–4–2                                                                    | 2–1                                                                      | 2.                                                                       |                                                                          |
| 1931                                                                     | 2–5–2                                                                    | 2–1–1                                                                    | T–1.                                                                     |                                                                          |
| Eredmény:                                                                | 6–15–5                                                                   | 6–4–1                                                                    | –                                                                        |                                                                          |
| Összesen:                                                                | 15–21–7                                                                  | –                                                                        | –                                                                        |                                                                          |

## Fordítás
- Ez a szócikk részben vagy egészben  a   George Philbrook című angol Wikipédia-szócikk ezen változatának fordításán alapul.  Az eredeti cikk szerkesztőit annak laptörténete sorolja fel. Ez a jelzés csupán a megfogalmazás eredetét és a szerzői jogokat jelzi, nem szolgál a cikkben szereplő információk forrásmegjelöléseként.